# Tatort: Der Mann, der lügt
Der Mann, der lügt ist ein Fernsehfilm aus der Krimireihe Tatort. Der vom Südwestrundfunk produzierte Beitrag ist die 1071. Tatort-Episode und wurde am 4. November 2018 im Ersten erstgesendet. Das Stuttgarter Ermittlerduo Lannert und Bootz ermittelt in seinem 22. Fall.

## Handlung
Lannert und Bootz befragen bei den Ermittlungen im Mordfall Uwe Berger einen Mann, dessen Namen sie im Terminkalender des Ermordeten gefunden haben. Jakob Gregorowicz hält aber bei der Vernehmung Informationen zurück und macht sich dadurch bei den Kommissaren zunehmend verdächtig. Stets gibt er nur das zu, was die Kommissare durch andere Quellen ermittelt haben, und als er sich ein falsches Alibi besorgt, was den Ermittlern ebenfalls nicht entgeht, wird er verhaftet. Der Vermögensberater Uwe Berger hatte ihn und andere Kunden um ihre Ersparnisse gebracht. Gregorowicz ringt sichtlich mit sich, nicht zu viel preiszugeben, damit seine Frau nichts von den Spekulationsgeschäften und dem drohenden Ruin erfährt, muss es ihr aber schließlich eingestehen.
Zunächst waren die Ermittler davon ausgegangen, dass Bergers Sohn Linus seinem Vater etwas angetan hatte, da sie nicht das beste Verhältnis zueinander hatten, doch von beiden finden sich Blutspuren am Tatort und Linus ist seitdem spurlos verschwunden. Aufgrund der Indizienlage halten Lannert und Bootz nun Gregorowicz für den Mörder an Uwe Berger und für den Entführer von Linus, denn ausgehend von der Menge des Bluts befürchten die Ermittler, dass der junge Mann verletzt und möglicherweise nicht mehr am Leben ist. Sie weisen Gregorowicz nach, dass er mit Linus seit über zwei Jahren eine heimliche sexuelle Beziehung hatte, was er notgedrungen einräumen muss. Er versichert zwar, nicht in den Mord und die Entführung verstrickt zu sein, doch die Ermittler können ihn nicht zur Mitarbeit bewegen, um den Verbleib von Linus aufzuklären.
Als Gregorowicz aus der Untersuchungshaft entlassen wird, erhält er per SMS einen Hilferuf von Linus’ Handy. Er schleicht sich auf ein verlassenes Fabrikgelände und wird schließlich von Lannert und Bootz, die ihm gefolgt sind, mit dem gefesselten und verbluteten Linus im Arm aufgefunden. Gregorowicz erklärt nun, doch der Entführer zu sein und Linus hier festgehalten zu haben, doch seine Ausführungen erscheinen den Ermittlern unglaubwürdig. Gregorowicz hatte annehmen müssen, dass seine Frau hinter den finanziellen Ruin sowie seine Homosexualität gekommen war und daher an dem Mord an Uwe und der anschließenden Entführung von Linus Berger beteiligt war, zusammen mit Gregorowiczs Tennisfreunden Schacht und Schönfliess, die ebenfalls von Uwe Berger geprellt worden waren. Nun nimmt Gregorowicz die Schuld auf sich, um sich selbst zu bestrafen, den Mord an seinem Geliebten nicht verhindert zu haben. Er kommt erneut in Untersuchungshaft. Nachdem Lannert und Bootz beweisen können, dass er und seine Frau unschuldig sind und lediglich Schacht und Schönfliess an den Verbrechen beteiligt waren, wird Gregorowicz aus der Untersuchungshaft entlassen. Noch am selben Tag begeht er Suizid.

## Hintergrund
Der Film wurde vom 12. Juni 2017 bis zum 15. Juli 2017 in Baden-Baden, Karlsruhe und Stuttgart gedreht. Die Premiere fand am 18. Mai 2018 auf dem SWR Sommerfestival in Stuttgart statt.

## Rezeption

### Kritiken
Tilmann P. Gangloff kritisierte für tittelbach.tv und kam zu dem Urteil: „Dem selbst produzierenden SWR ist nicht nur erneut ein hochklassiger Stuttgart-Tatort gelungen; Der Mann, der lügt setzt zudem eine bemerkenswerte Serie von thematisch und erzählerisch überraschenden Krimis fort.“
Bei der Berliner Zeitung schrieb Eliana Berger: „Durch den geschickten Perspektivwechsel bekommt dieser Tatort eine sehr unaufdringliche Spannung. Ähnlich wie die Kommissare verzweifelt auch der Zuschauer zunehmend an Gregorowicz und der großen Frage nach dem Warum. Der Tatort wird deshalb an keiner Stelle langatmig oder langweilig, obwohl de facto nicht sonderlich viel passiert. Nur die Auflösung hätte ein wenig klarer gestaltet werden können.“
Christian Buß von Spiegel Online urteilte: „Eine hochspannende Angelegenheit, aber nichts für Menschen mit geringer Aufmerksamkeitsspanne. Das Publikum ist gezwungen, unentwegt Fakten und Falschmeldungen zusammenzusammeln in der Hoffnung, irgendwann im Verlauf der Handlung das eine vom anderen unterscheiden zu können. Ein Krimi, bei dem souverän die deutsche Fernsehkrimi-Gemütlichkeit aus den Fugen gehoben wird: Es gilt, durch die Augen eines Lügners die Wahrheit zu erkennen.“
SWR3 nannte diesen Tatort dagegen: „Auf Dauer öde“, denn es „lügt sich der Titelheld 90 Minuten lang quer durch die Szenerie. Lügt seine Frau an, lügt seine Tenniskumpels an, lügt die Kommissare an, und seinen Anwaltsschwager solange, bis der echt keinen Bock mehr hat. Womit wir beim Punkt wären. Irgendwann fühlt sich der Zuschauer nämlich ganz ähnlich wie der Anwalt.“
Katrin Maue-Klaeser meinte in der Rhein-Zeitung, im Zentrum dieses „stille[n] Tatort“ stehe „die wachsende Verunsicherung eines Schwindlers, der nicht mehr weiß, wem er selbst vertrauen kann.“ Rubey stelle „diese zunehmende Brüchigkeit eines verlegenen Daseins absolut glaubhaft dar.“ Den inneren Verfall eines Menschen, „der sich so gar nicht vorstellen kann, dass seine Glaubwürdigkeit dahin ist“, projiziere Rubey „eins zu eins auf sein Gesicht.“ Das Stuttgarter Ermittlerteam nehme sich in dieser Folge „in bewundernswertem Maße zurück, sind eher am Bildrand zu sehen und doch präsent.“

### Einschaltquoten
Die Erstausstrahlung von Der Mann, der lügt am 4. November 2018 wurde in Deutschland von 9,22 Millionen Zuschauern gesehen und erreichte einen Marktanteil von 26,0 % für Das Erste.